# Sečivo, mesec i ork
Sečivo, mesec i ork je strip epizoda Dilan Doga objavljena u Srbiji u svesci #194. u izdanju Veselog četvrtka. Na kioscima se pojavila 22. decembra 2022. Koštala je 350 din (2,9 €; 3,36 $). Imala je 94 strane.

## Originalna epizoda
Originalna epizoda pod nazivom La lama, le Luna e l'orco objavljena je premijerno u #403. regularne edicije Dilana Doga u Italiji u izdanju Bonelija. Izašla je 31. marta 2020. Koštala je 4,4 €. Scenario je napisao Roberto Rekioni, a epizodu su nacrtali  Mari Nicola i Gerasi Serđio. Naslovnu stranu nacrtao Điđi Kavenađo.

## Kratak sadržaj
Dilan se nalazi u muzeju voštanih figura gde ga nožem napada devojka po imenu Džejn. U sukob se uključuje i „voštana figura“, koja ubija Džejn, a potom se topi, nakon što se muzej zapali. Dilan i Blok sede u pabu. Blok upoznaje Dilana sa novom serijom brutalnih ubistava. (Ova ubistava rešavaju se u #195-6.) Nakon što bubom dođe ispred svoje kuće, Dilan zaspi i sanja kako se automobilom zaglavio u mračnoj šumi. U šumi sreće majku vučicu koja ga upoznaje sa svojom decom, koja se pretvaraju u vukove. Dilana iz košmarnog sna budi nepoznata osoba koja se predstavlja Ernest Ork. Ork radi kao kombi kurir koji mu isporučuje voštanu figuru Frankenštajnovog čudovišta. Dilan dobija anonimni poziv koji ga vodi do otete devojke čiji je nestanak ranije neuspešno istraživao Karpenter. Dilan dolazi do Orka, koji mu priznaje da je otimao devojke. Ork priča da je tako i njegova ćerka izgubila život, nakon što je prethodno pobegla od kuće i stopirala nepoznatog vozača. Ork objašnjava Dilanu da je samo hteo da isprepada devojku koju je oteo kako joj to više ne bi palo napamet.
Epilog. Kao najava naredne epizode (Ana zauvek), Dilan u obliku čudovišta ulazi u spavaću sobu Ane Never.

## Dilan Dog 666 - Početak post-meteorskog ciklusa
Ovo je treća sveska post-meteorskog ciklusa, koji je resetovan serijal. Prvih šest epizoda serijala vodi se pod nazivom Dilan Dog 666. Tih prih šest epzioda su prerađene verzije prvih šest epizoda koje su objavljene 1986. godine. Ova epizoda predstavlja delimičnu preradu 3. epizode Noći punog meseca, koja je u bivšoj Jugoslaviji objavljena 1987. godine. Preciznije, događaji iz #3 pojavljuju se samo u Dilanovom košmaru dok sedi u autompbilu.

## Inspiracija filmom
Objašnjavajući Orku kako je upoznao Njagija na groblju, Dilan priča da ga je napao zombi iz groba Džordža A. Romera (1940−2017), kultnog režisera horor filmova, koji je i Dilanov omiljeni režiser. Njagi spašava Dilana udarajuči zombija po glavi. U bioskopu Prince Charles Cinema, Dilan i Njagi gledaju The Texas Chiainsaw Massacre.

## Prvo pojavljivanje ubice iz #195-196
U ovoj epizodi se prvi puta pojavljuje ubica za kojim se intenzivno traga u epizodama Ubice i Poslednji smeh.

## Premijerno izdanje ove epizode
Veseli četvrtak je već ranije (7. jula 2022) objavio ovu epizodu kao kolekcionarsko izdanje u boji na A4 formatu pod nazivom Dilan Dog 666 (Prvi tom i Drugi tom).

## Prethodna i naredna epizoda
Prethodna sveska nosila je naslov Crveni sumrak (#193), a naredna Ana zauvek (#195).